# Singstar
SingStar är en TV-spelsserie för PlayStation 2, PlayStation 3 och PlayStation 4 lanserad av Sony Computer Entertainment och utvecklad av SCEE och London Studio. Spelen distribueras separat eller tillsammans med ett par USB-mikrofoner och är kompatibla med en EyeToy-kamera, som gör det möjligt för spelarna att se sig själva sjunga.
Januari 2020 stängdes servrar till Singstar och SingStore ner, dock är spelens offlinelägen tillgängliga.

## Spelet

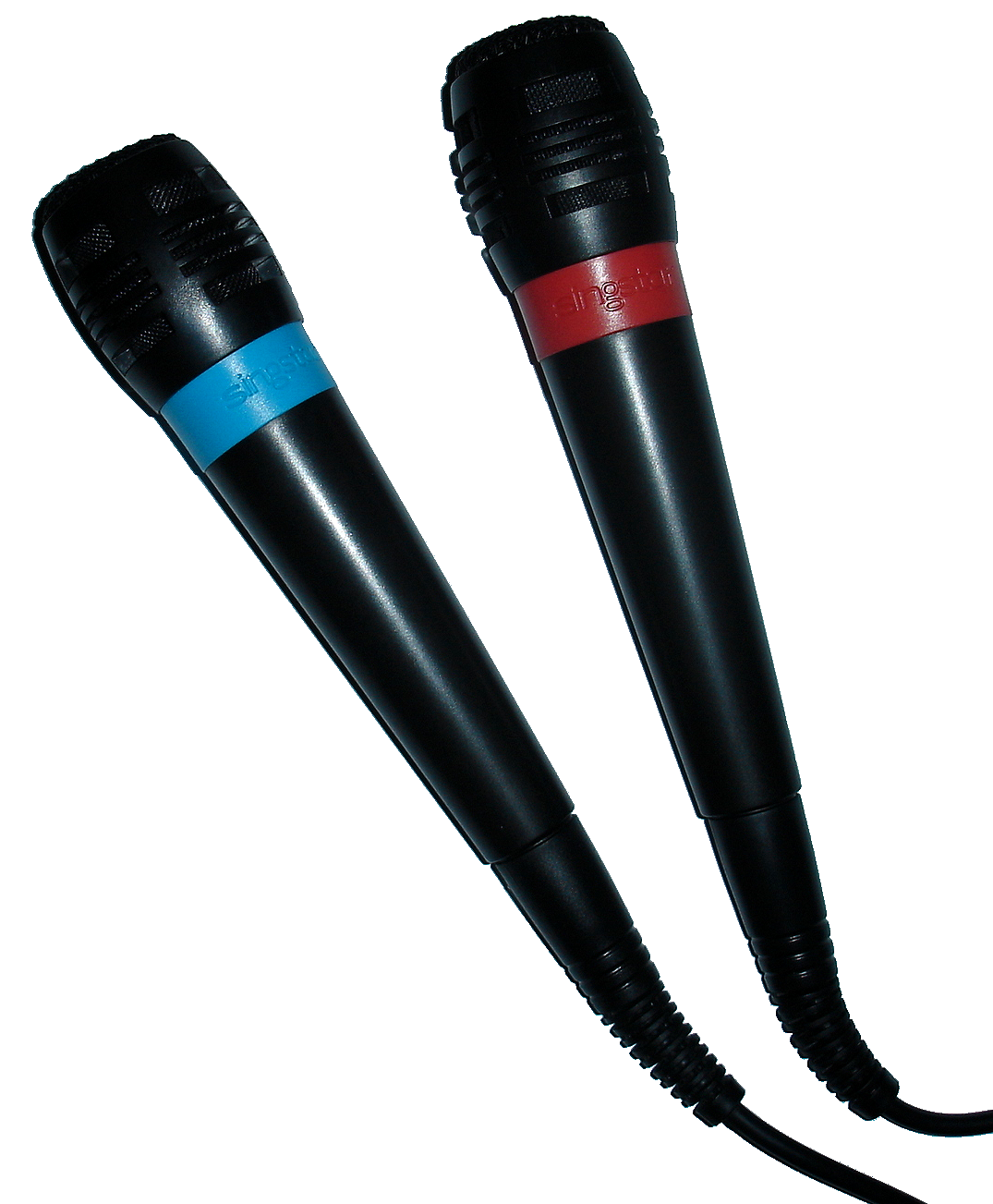
SingStarmikrofoner

SingStar fungerar som en utvecklad karaoke-maskin, där man kan välja en sång och sjunga den. Det är dock mer avancerat än så: man kan också tävla om vem som håller den rätta tonen bäst. Däremot bedöms inte sångrösten, och därför säger resultatet inte nödvändigtvis hur "vackert" man sjunger. Ett liknande program finns även för Windows och Linux, se Ultrastar.
Spelarna använder USB-mikrofoner och sjunger till musikvideor för att samla poäng. Texterna visas längst ner på skärmen.
SingStar tillåter att man byter ut skivan under spelets gång mot en annan skiva i serien utan att behöva starta om konsolen. På så sätt får man tillgång till fler låtar. SingStar skiljer sig från andra karaokesystem på så vis att man inte använder en musikbakgrund utan artistens sång, utan istället musikvideor med originalartistens röst i bakgrunden.

## Releaser
| PS2 | SingStar                                | 21 maj 2004       | 19 maj 2004       |
| PS2 | Singstar Party                          | 19 november 2004  | 24 november 2004  |
| PS2 | Singstar Svenska Hits                   | -                 | 3 augusti 2005    |
| PS2 | Singstar Pop                            | 13 maj 2005       | 25 maj 2005       |
| PS2 | Singstar 80's                           | 4 november 2005   | 9 november 2005   |
| PS2 | Singstar Rocks                          | 13 april 2006     | 19 april 2006     |
| PS2 | Singstar Anthems                        | 4 augusti 2006    | 9 augusti 2006    |
| PS2 | Singstar Legends                        | 27 oktober 2006   | 1 november 2006   |
| PS2 | Singstar Pop Hits                       | 27 april 2007     | 2 maj 2007        |
| PS2 | Singstar Pop Hits Skandinavisk          | -                 | 30 maj 2007       |
| PS2 | Singstar 90s                            | 9 augusti 2007    | 8 augusti 2007    |
| PS2 | Singstar Svenska Hits Schlager          | -                 | 12 september 2007 |
| PS2 | Singstar Amped                          | 18 september 2007 |                   |
| PS2 | Singstar Rock Ballads                   | 10 oktober 2007   | 26 september 2007 |
| PS2 | Singstar R'n'B                          | 12 oktober 2007   | 24 oktober 2007   |
| PS2 | Singstar Latino                         | 31 oktober 2007   |                   |
| PS2 | Singstar Summer Party                   | 25 april 2008     | 30 april 2008     |
|     | Singstar Boybands vs Girlbands          |                   | 22 oktober 2008   |
|     | Singstar Abba                           | 2 december 2008   | 14 november 2008  |
|     | Singstar Singalong with Disney (Svensk) | 7 november 2008   |                   |
|     | SingStar Queen                          | 20 mars 2009      |                   |
|     | Singstar Motown                         | 18 september 2009 |                   |
| PS3 | SingStar: PS3                           | 27 juli 2007      | 7 december 2007   |
|     | SingStar: PS3 Vol.2                     | 18 juni 2008      | 11 juni 2008      |
|     | SingStar: PS3 Vol.3                     |                   | 5 november 2008   |
|     | Singstar Abba                           | 2 december 2008   | 14 november 2008  |
|     | Singstar Kent                           |                   | 28 maj 2010       |
|     | SingStar: Ultimate Party                |                   | 24 oktober 2014   |
| PS4 | SingStar: Ultimate Party                |                   | 24 oktober 2014   |